# Gabrièle Buffet-Picabia
Gabrièle Buffet-Picabia, a menudo escrito Gabrielle Buffet-Picabia, (21 de noviembre de 1881-7 de diciembre de 1985) fue una crítica de arte y escritora francesa, vinculada al movimiento dada. Estuvo casada con el artista Francis Picabia.

## Biografía
Gabrielle Buffet era hija de Alphée Buffet y  Hugueteau de Chaillé. Estudió música en la Schola Cantorum de París con Vincent d'Indy, y luego en Berlín con Ferruccio Busoni. Creció con un hermano artista que pintaba de manera clásica, muy alejado de las obras visionarias de su futuro marido, el pintor Francis Picabia, con quien se casó en enero de 1909. Su influencia inspiró a Picabia a componer sus pinturas como piezas musicales.
En Zúrich, Gabrielle y Francis conocieron a Hans Arp y Tristan Tzara. En octubre de 1912, mientras estaba con su madre en la casa familiar de Étival, Picabia se reunió con ella junto con Guillaume Apollinaire y Marcel Duchamp. Apollinaire completó allí su poema Zone, con el que comienza el ciclo titulado Alcools.
Este viaje sirvió de inspiración a Duchamp para escribir cuatro "notas marginales" "Ruta Jura-París" de La Boîte de 1914. Duchamp creó un preludio de su obra La Mariée mise à nu par ses célibataires, même. Sobre la base del encuentro, se publicó un libro de ensayos sobre el cubismo, Les peintres cubistes, de Apollinaire, financiado por Picabia. En la revista View, Charles Henry Ford la describe como una de las primeras en escribir un relato serio de 'Duchamphenomena'.
El matrimonio con Francis Picabia, del que nacieron cuatro hijos, Laure, Pancho, Jeanine y Vincente, acabó en divorcio en 1930. Desde 1941, durante la Segunda Guerra Mundial, fue miembro de la Resistencia francesa en París, junto a Samuel Beckett, Mary Reynolds y Suzanne Picabia, entre otros. 
Murió en 1985, a los 104 años.
En agosto de 2017 la editorial Stock publicó Gabriëlle, una biografía escrita por sus dos nietas Anne y Claire Berest. Tanto las autoras como el libro subrayan la influencia decisiva de Buffet en los círculos de vanguardia. Según una entrevista con los Berest (Bibliothèque Médicis, 2017), es posible que se publique un segundo volumen de esta obra acerca de la vida de Buffet-Picabia.

## Filmografía
- Dada (1967) de Marcel Janco y Greta Deses en Internet Movie Database.

## Selección de publicaciones
- Impresionismo musical. En: Section d'Or, N.º 1, 9, octubre de 1912.
- El arte moderno y el público. En: Camera Work, junio de 1913.
- Musique d'aujourd'hui. En: Les Soirées de Paris, N.º 22, marzo de 1914.
- Jean Arp, Ensayo. En: L'Art abstrait, Presses littéraires de France, 1952.
- Aires abstraites. Pierre Cailler Éditeur, Ginebra 1957 (prólogo de Jean Arp).
- Picabia, l'inventeur. En: L'Œil, N.º 18, junio de 1956.
- DADA. Dichtungen der Gründer. Dada Gedichte von Andre Breton, Gabrielle Buffet, F. Hardekopf, Emmy Hennings, J. van Hoddis, R. Huelsenbeck, Marcel Janco, W. Kandinsky, Francis Picabia, Walter Serner, Ph. Soupault, Tristan Tzara. Peter Schifferli Verlags AG Die Arche, Zúrich 1957.
- Rencontres avec Picabia, Apollinaire, Cravan, Duchamp, Arp, Calder. P. Belfond, París 1977. ISBN 2-7144-1113-4
- Gabriëlle, Anne Berest, Claire Berest, París, 450p, colección La Bleue, Stock, 2017. ISBN 2234080320

## Traducciones
- Vassily Kandinsky, Regard sur le passé, Galerie René Drouin,1946.